# Tweede Kamerverkiezingen in het kiesdistrict Amersfoort (1850-1888)
Tweede Kamerverkiezingen in het kiesdistrict Amersfoort (1850-1888) geeft een overzicht van verkiezingen voor de Nederlandse Tweede Kamer in het kiesdistrict Amersfoort in de periode 1850-1888.
Het kiesdistrict Amersfoort was al ingesteld in 1848. De indeling van het kiesdistrict werd in 1850 gewijzigd bij de invoering van de Kieswet. Tot het kiesdistrict behoorden vanaf dat moment de volgende gemeenten: Amerongen, Amersfoort, Ankeveen, Baarn, Beusichem, Blaricum, Bunschoten, Buren, Bussum, Buurmalsen, Cothen, Culemborg, Darthuizen, De Vuursche, Dodewaard, Doorn, Duist, Echteld, Eemnes, 's-Graveland, Hilversum, Hoevelaken, Hoogland, Huizen, IJzendoorn, Kesteren, Kortenhoef, Langbroek, Laren, Leersum, Leusden, Lienden, Maarn, Maurik, Muiden, Naarden, Nederhorst den Berg, Renswoude, Rhenen, Scherpenzeel, Soest, Sterkenburg, Stoutenburg, Veenendaal, Weesp, Weesperkarspel, Werkhoven, Wijk bij Duurstede, Woudenberg en Zoelen.
In 1858 werd de indeling van het kiesdistrict gewijzigd. De gemeenten Beusichem, Buren, Buurmalsen, Culemborg, Dodewaard, Echteld, IJzendoorn, Kesteren, Lienden, Maurik en Zoelen werden toegevoegd aan het kiesdistrict Tiel. Tevens werd een gedeelte van de kiesdistricten Arnhem (de gemeenten Barneveld, Nijkerk en Putten) en Utrecht (de gemeenten Driebergen en Rijsenburg) toegevoegd aan het kiesdistrict Amersfoort.
In 1869 werd de indeling van het kiesdistrict wederom gewijzigd. De gemeenten Amerongen, Cothen, Doorn, Driebergen, Langbroek, Leersum, Rhenen, Rijsenburg, Werkhoven, Wijk bij Duurstede werden toegevoegd aan het kiesdistrict Tiel. Tevens werd een gedeelte van het kiesdistrict Arnhem (de gemeenten Ermelo en Harderwijk) toegevoegd aan het kiesdistrict Amersfoort.
In 1878 werd de indeling van het kiesdistrict wederom gewijzigd. De gemeenten Ankeveen, Blaricum, Bussum, 's-Graveland, Hilversum, Huizen, Kortenhoef, Laren, Muiden, Naarden, Nederhorst den Berg, Weesp en Weesperkarspel werden toegevoegd aan het kiesdistrict Hilversum. Tevens werd een gedeelte van de kiesdistricten Arnhem (de gemeente Ede) en Deventer (de gemeente Apeldoorn) toegevoegd aan het kiesdistrict Amersfoort.
Het kiesdistrict Amersfoort was in deze periode een meervoudig kiesdistrict: het vaardigde twee leden af naar de Tweede Kamer. Om de twee jaar trad één van de leden af; er werd dan een periodieke verkiezing gehouden voor de vrijgevallen zetel. Bij algemene verkiezingen (na ontbinding van de Tweede Kamer) bracht elke kiezer twee stemmen uit. Om in de eerste verkiezingsronde gekozen te worden moest een kandidaat minimaal de districtskiesdrempel behalen; indien nodig werd een tweede ronde gehouden.
Legenda
- cursief: in de eerste verkiezingsronde geplaatst voor de tweede ronde;
- vet: gekozen als lid van de Tweede Kamer.

## 27 augustus 1850
De verkiezingen waren algemene verkiezingen; zij werden gehouden na ontbinding van de Tweede Kamer na inwerkingtreding van de Kieswet.
|                                   | 27 augustus |
| --------------------------------- | ----------- |
| Kiesgerechtigden                  | 2.935       |
| Opkomst                           | 2.361       |
| Geldige stemmen                   | 4.650       |
| Blanco stemmen                    | 22          |
| Kiesdrempel                       | 1.163       |
| Kandidaten                        |             |
| A.W. Engelen                      | 1.335       |
| S. van Walchren                   | 1.209       |
| E.W. van Dam van Isselt           | 847         |
| J.M. de Kempenaer                 | 710         |
| J.J. van den Hagen van den Heuvel | 100         |
| J. Ackersdijk                     | 98          |
| G. Groen van Prinsterer           | 58          |
| H.A. Laan                         | 58          |
| Æ. Mackay                         | 40          |

## 8 juni 1852
De verkiezingen waren periodieke verkiezingen; zij werden gehouden vanwege de afloop van de zittingstermijn van een gekozen lid.
|                         | 8 juni |
| ----------------------- | ------ |
| Kiesgerechtigden        | 2.955  |
| Opkomst                 | 1.724  |
| Geldige stemmen         | 1.698  |
| Blanco stemmen          | 22     |
| Kandidaten              |        |
| A.W. Engelen            | 990    |
| G. Groen van Prinsterer | 540    |
| B.G.A. Pabst            | 89     |

## 17 mei 1853
De verkiezingen waren algemene verkiezingen; zij werden gehouden na ontbinding van de Tweede Kamer.
|                               | 17 mei |
| ----------------------------- | ------ |
| Kiesgerechtigden              | 3.016  |
| Opkomst                       | 2.453  |
| Geldige stemmen               | 4.844  |
| Blanco stemmen                | 50     |
| Kiesdrempel                   | 1.211  |
| Kandidaten                    |        |
| J.F. van Reede van Oudtshoorn | 1.393  |
| J.M. de Kempenaer             | 1.102  |
| A.W. Engelen                  | 979    |
| S. van Walchren               | 812    |
| W.L.F.C. van Rappard          | 424    |
| B.G.A. Pabst                  | 53     |

## 6 juni 1853
Jacobus de Kempenaer had zich bij de verkiezingen van 17 mei 1853 gekwalificeerd voor de tweede ronde. Hij was echter ook gekozen in het kiesdistrict Tiel, waarvoor hij opteerde. De tweede ronde in het kiesdistrict Amersfoort kon daardoor niet gehouden worden. Om in de ontstane vacature te voorzien werd een naverkiezing gehouden.
|                      | 6 juni |
| -------------------- | ------ |
| Kiesgerechtigden     | 3.016  |
| Opkomst              | 2.050  |
| Geldige stemmen      | 2.037  |
| Blanco stemmen       | 7      |
| Kandidaten           |        |
| W.L.F.C. van Rappard | 1.121  |
| A.W. Engelen         | 791    |
| S. van Walchren      | 81     |

## 13 juni 1854
De verkiezingen waren periodieke verkiezingen; zij werden gehouden vanwege de afloop van de zittingstermijn van een gekozen lid.
|                      | 13 juni |
| -------------------- | ------- |
| Kiesgerechtigden     | 3.016   |
| Opkomst              | 1.652   |
| Geldige stemmen      | 1.635   |
| Blanco stemmen       | 17      |
| Kandidaten           |         |
| W.L.F.C. van Rappard | 879     |
| A.W. Engelen         | 379     |
| W.J.C. van Hasselt   | 303     |

## 10 juni 1856
De verkiezingen waren periodieke verkiezingen; zij werden gehouden vanwege de afloop van de zittingstermijn van een gekozen lid.
|                               | 10 juni | 24 juni |
| ----------------------------- | ------- | ------- |
| Kiesgerechtigden              | 3.022   | 3.022   |
| Opkomst                       | 1.769   | 2.070   |
| Geldige stemmen               | 1.753   | 2.056   |
| Blanco stemmen                | 9       | 8       |
| Kandidaten                    |         |         |
| J.F. van Reede van Oudtshoorn | 570     | 1.117   |
| A.W. Engelen                  | 622     | 939     |
| S.A. van Hoogstraten          | 297     |         |
| W.J.C. van Hasselt            | 194     |         |
| N.B. Donkersloot              | 48      |         |

## 22 september 1857
Frederik van Rappard, gekozen bij de verkiezingen van 13 juni 1854, trad op 21 september 1857 af om persoonlijke redenen. Om in de ontstane vacature te voorzien werd een tussentijdse verkiezing gehouden.
|                           | 22 september | 8 oktober |
| ------------------------- | ------------ | --------- |
| Kiesgerechtigden          | 3.022        | 3.022     |
| Opkomst                   | 1.547        | 1.711     |
| Geldige stemmen           | 1.517        | 1.699     |
| Blanco stemmen            | 9            | 8         |
| Kandidaten                |              |           |
| H.A.M. van Asch van Wijck | 601          | 976       |
| A.W. Engelen              | 588          | 723       |
| S.A. van Hoogstraten      | 202          |           |
| W.J.C. van Hasselt        | 101          |           |

## 8 juni 1858
De verkiezingen waren periodieke verkiezingen; zij werden gehouden vanwege de afloop van de zittingstermijn van een gekozen lid.
|                           | 8 juni |
| ------------------------- | ------ |
| Kiesgerechtigden          | 3.082  |
| Opkomst                   | 1.499  |
| Geldige stemmen           | 1.462  |
| Blanco stemmen            | 12     |
| Kandidaten                |        |
| H.A.M. van Asch van Wijck | 865    |
| A.W. Engelen              | 541    |

## 24 april 1860
Johan van Reede van Oudtshoorn, gekozen bij de verkiezingen van 10 juni 1856, overleed op 28 maart 1860. Om in de ontstane vacature te voorzien werd een tussentijdse verkiezing gehouden.
|                                | 24 april | 8 mei |
| ------------------------------ | -------- | ----- |
| Kiesgerechtigden               | 2.763    | 2.763 |
| Opkomst                        | 1.266    | 1.395 |
| Geldige stemmen                | 1.236    | 1.384 |
| Blanco stemmen                 | 6        | 5     |
| Kandidaten                     |          |       |
| J.K. van Goltstein             | 379      | 724   |
| G. Groen van Prinsterer        | 427      | 660   |
| W.J.C. van Hasselt             | 170      |       |
| A.G.J. van Taets van Amerongen | 91       |       |
| A.W. Engelen                   | 71       |       |
| A. Vrolik                      | 59       |       |

## 12 juni 1860
De verkiezingen waren periodieke verkiezingen; zij werden gehouden vanwege de afloop van de zittingstermijn van een gekozen lid.
|                         | 12 juni |
| ----------------------- | ------- |
| Kiesgerechtigden        | 2.763   |
| Opkomst                 | 1.070   |
| Geldige stemmen         | 1.039   |
| Blanco stemmen          | 12      |
| Kandidaten              |         |
| J.K. van Goltstein      | 725     |
| G. Groen van Prinsterer | 210     |
| A.W. Engelen            | 78      |

## 10 juni 1862
De verkiezingen waren periodieke verkiezingen; zij werden gehouden vanwege de afloop van de zittingstermijn van een gekozen lid.
|                           | 10 juni | 24 juni |
| ------------------------- | ------- | ------- |
| Kiesgerechtigden          | 2.801   | 2.801   |
| Opkomst                   | 1.298   | 1.685   |
| Geldige stemmen           | 1.264   | 1.671   |
| Blanco stemmen            | 13      | 13      |
| Kandidaten                |         |         |
| H.A.M. van Asch van Wijck | 598     | 973     |
| H. VerLoren van Themaat   | 527     | 698     |
| G.A. de Meester           | 69      |         |
| G. Groen van Prinsterer   | 48      |         |

## 14 juni 1864
De verkiezingen waren periodieke verkiezingen; zij werden gehouden vanwege de afloop van de zittingstermijn van een gekozen lid.
|                                  | 14 juni |
| -------------------------------- | ------- |
| Kiesgerechtigden                 | 2.838   |
| Opkomst                          | 1.185   |
| Geldige stemmen                  | 1.222   |
| Blanco stemmen                   | 14      |
| Kandidaten                       |         |
| J.K. van Goltstein               | 683     |
| J.P.J.A. van Zuylen van Nijevelt | 308     |
| H. VerLoren van Themaat          | 82      |

## 12 juni 1866
De verkiezingen waren periodieke verkiezingen; zij werden gehouden vanwege de afloop van de zittingstermijn van een gekozen lid.
|                           | 12 juni |
| ------------------------- | ------- |
| Kiesgerechtigden          | 2.804   |
| Opkomst                   | 1.245   |
| Geldige stemmen           | 1.205   |
| Blanco stemmen            | 14      |
| Kandidaten                |         |
| H.A.M. van Asch van Wijck | 895     |
| H. VerLoren van Themaat   | 262     |

## 30 oktober 1866
De verkiezingen waren algemene verkiezingen; zij werden gehouden na ontbinding van de Tweede Kamer.
|                                        | 30 oktober |
| -------------------------------------- | ---------- |
| Kiesgerechtigden                       | 2.804      |
| Opkomst                                | 2.242      |
| Geldige stemmen                        | 4.445      |
| Blanco stemmen                         | 29         |
| Kiesdrempel                            | 1.111      |
| Kandidaten                             |            |
| J.K. van Goltstein                     | 1.740      |
| E.L. van Hardenbroek van Lockhorst     | 1.354      |
| L.H. van Asch van Wijck                | 490        |
| H. VerLoren van Themaat                | 304        |
| W.R. Boer                              | 184        |
| J.W. van Loon                          | 93         |
| W.F.H. van Wassenaer van den Briellard | 65         |
| J. Schimmel                            | 56         |
| J.L. Bernhardi                         | 33         |
| S.J. van Geuns                         | 29         |

## 22 januari 1868
De verkiezingen waren algemene verkiezingen; zij werden gehouden na ontbinding van de Tweede Kamer.
|                                    | 22 januari |
| ---------------------------------- | ---------- |
| Kiesgerechtigden                   | 2.874      |
| Opkomst                            | 1.510      |
| Geldige stemmen                    | 2.964      |
| Blanco stemmen                     | 40         |
| Kiesdrempel                        | 741        |
| Kandidaten                         |            |
| E.L. van Hardenbroek van Lockhorst | 1.327      |
| J.K. van Goltstein                 | 1.306      |
| H. VerLoren van Themaat            | 95         |
| W.R. Boer                          | 82         |
| G. Groen van Prinsterer            | 33         |

## 8 juni 1869
De verkiezingen waren periodieke verkiezingen; zij werden gehouden vanwege de afloop van de zittingstermijn van een gekozen lid.
|                    | 8 juni |
| ------------------ | ------ |
| Kiesgerechtigden   | 2.864  |
| Opkomst            | 1.676  |
| Geldige stemmen    | 1.649  |
| Blanco stemmen     | 20     |
| Kandidaten         |        |
| J.W. van Loon      | 850    |
| J.K. van Goltstein | 762    |

## 13 juni 1871
De verkiezingen waren periodieke verkiezingen; zij werden gehouden vanwege de afloop van de zittingstermijn van een gekozen lid.
|                                    | 13 juni | 27 juni |
| ---------------------------------- | ------- | ------- |
| Kiesgerechtigden                   | 2.862   | 2.862   |
| Opkomst                            | 1.702   | 2.126   |
| Geldige stemmen                    | 1.690   | 2.119   |
| Blanco stemmen                     | 8       | 5       |
| Kandidaten                         |         |         |
| E.L. van Hardenbroek van Lockhorst | 760     | 1.559   |
| J.A. Alberdingk Thijm              | 446     | 560     |
| J. Wolbers                         | 232     |         |
| M.D. van Otterloo                  | 186     |         |

## 10 juni 1873
De verkiezingen waren periodieke verkiezingen; zij werden gehouden vanwege de afloop van de zittingstermijn van een gekozen lid.
|                         | 10 juni |
| ----------------------- | ------- |
| Kiesgerechtigden        | 2.974   |
| Opkomst                 | 2.177   |
| Geldige stemmen         | 2.170   |
| Blanco stemmen          | 5       |
| Kandidaten              |         |
| J.W. van Loon           | 1.149   |
| J.K. van Goltstein      | 759     |
| L. Mulder               | 190     |
| J.A. Alberdingk Thijm   | 68      |
| G. Groen van Prinsterer | 33      |

## 23 juni 1874
Ernest van Hardenbroek van Lockhorst, gekozen bij de verkiezingen van 13 juni 1871, trad op 1 juni 1874 af vanwege  gezondheidsredenen. Om in de ontstane vacature te voorzien werd een tussentijdse verkiezing gehouden.
|                                 | 23 juni | 7 juli |
| ------------------------------- | ------- | ------ |
| Kiesgerechtigden                | 3.027   | 3.027  |
| Opkomst                         | 1.918   | 2.467  |
| Geldige stemmen                 | 1.906   | 2.458  |
| Blanco stemmen                  | 5       | 4      |
| Kandidaten                      |         |        |
| W. van Goltstein van Oldenaller | 823     | 1.282  |
| M.M. van Asch van Wijck         | 909     | 1.176  |
| G.M. van der Linden             | 148     |        |

## 17 september 1874
Willem van Goltstein van Oldenaller, gekozen bij de verkiezingen van 23 juni 1874, nam zijn benoeming niet aan vanwege zijn toetreding op 27 augustus 1874 tot het kabinet-Heemskerk-Van Lynden van Sandenburg. Om in de ontstane vacature te voorzien werd een naverkiezing gehouden.
|                         | 17 september |
| ----------------------- | ------------ |
| Kiesgerechtigden        | 3.027        |
| Opkomst                 | 1.862        |
| Geldige stemmen         | 1.814        |
| Blanco stemmen          | 41           |
| Kandidaten              |              |
| M.M. van Asch van Wijck | 1.057        |
| M.J. Pijnappel          | 495          |
| H. VerLoren van Themaat | 231          |

## 8 juni 1875
De verkiezingen waren periodieke verkiezingen; zij werden gehouden vanwege de afloop van de zittingstermijn van een gekozen lid.
|                         | 8 juni |
| ----------------------- | ------ |
| Kiesgerechtigden        | 3.059  |
| Opkomst                 | 2.001  |
| Geldige stemmen         | 1.981  |
| Blanco stemmen          | 15     |
| Kandidaten              |        |
| M.M. van Asch van Wijck | 1.451  |
| H. VerLoren van Themaat | 493    |

## 4 april 1876
Jan van Loon, gekozen bij de verkiezingen van 10 juni 1873, overleed op 7 maart 1876. Om in de ontstane vacature te voorzien werd een tussentijdse verkiezing gehouden.
|                  | 4 april |
| ---------------- | ------- |
| Kiesgerechtigden | 3.059   |
| Opkomst          | 1.816   |
| Geldige stemmen  | 1.803   |
| Blanco stemmen   | 9       |
| Kandidaten       |         |
| Æ. Mackay        | 1.168   |
| W.H. de Beaufort | 613     |

## 12 juni 1877
De verkiezingen waren periodieke verkiezingen; zij werden gehouden vanwege de afloop van de zittingstermijn van een gekozen lid.
|                                 | 12 juni |
| ------------------------------- | ------- |
| Kiesgerechtigden                | 3.259   |
| Opkomst                         | 1.959   |
| Geldige stemmen                 | 1.943   |
| Blanco stemmen                  | 11      |
| Kandidaten                      |         |
| Æ. Mackay                       | 1.162   |
| W. van Goltstein van Oldenaller | 780     |

## 28 januari 1879
Matthias van Asch van Wijck, gekozen bij de verkiezingen van 8 juni 1875, trad op 1 januari 1879 af vanwege zijn benoeming als voorzitter van het Muntcollege. Om in de ontstane vacature te voorzien werd een tussentijdse verkiezing gehouden.
|                               | 28 januari |
| ----------------------------- | ---------- |
| Kiesgerechtigden              | 3.041      |
| Opkomst                       | 1.730      |
| Geldige stemmen               | 1.707      |
| Blanco stemmen                | 13         |
| Kandidaten                    |            |
| M.M. van Asch van Wijck       | 1.298      |
| H.C. van der Houven van Oordt | 393        |

## 10 juni 1879
De verkiezingen waren periodieke verkiezingen; zij werden gehouden vanwege de afloop van de zittingstermijn van een gekozen lid.
|                                 | 10 juni |
| ------------------------------- | ------- |
| Kiesgerechtigden                | 3.116   |
| Opkomst                         | 1.828   |
| Geldige stemmen                 | 1.816   |
| Blanco stemmen                  | 3       |
| Kandidaten                      |         |
| M.M. van Asch van Wijck         | 1.190   |
| W. van Goltstein van Oldenaller | 617     |
| I. Esser                        | 117     |

## 14 juni 1881
De verkiezingen waren periodieke verkiezingen; zij werden gehouden vanwege de afloop van de zittingstermijn van een gekozen lid.
|                  | 14 juni |
| ---------------- | ------- |
| Kiesgerechtigden | 3.239   |
| Opkomst          | 1.466   |
| Geldige stemmen  | 1.401   |
| Blanco stemmen   | 62      |
| Kandidaten       |         |
| Æ. Mackay        | 1.101   |
| K.W. van Gorkom  | 232     |

## 17 oktober 1882
Matthias van Asch van Wijck, gekozen bij de verkiezingen van 10 juni 1879, overleed op 20 september 1882. Om in de ontstane vacature te voorzien werd een tussentijdse verkiezing gehouden.
|                      | 17 oktober |
| -------------------- | ---------- |
| Kiesgerechtigden     | 3.290      |
| Opkomst              | 1.878      |
| Geldige stemmen      | 1.859      |
| Blanco stemmen       | 11         |
| Kandidaten           |            |
| W.K.F.P. van Bylandt | 1.285      |
| K.W. van Gorkom      | 562        |

## 12 juni 1883
De verkiezingen waren periodieke verkiezingen; zij werden gehouden vanwege de afloop van de zittingstermijn van een gekozen lid.
|                      | 12 juni |
| -------------------- | ------- |
| Kiesgerechtigden     | 3.358   |
| Opkomst              | 2.039   |
| Geldige stemmen      | 2.026   |
| Blanco stemmen       | 10      |
| Kandidaten           |         |
| W.K.F.P. van Bylandt | 1.458   |
| K.W. van Gorkom      | 555     |

## 28 oktober 1884
De verkiezingen waren algemene verkiezingen; zij werden gehouden na ontbinding van de Tweede Kamer.
|                      | 28 oktober |
| -------------------- | ---------- |
| Kiesgerechtigden     | 3.460      |
| Opkomst              | 2.359      |
| Geldige stemmen      | 4.682      |
| Blanco stemmen       | 36         |
| Kiesdrempel          | 1.171      |
| Kandidaten           |            |
| Æ. Mackay            | 1.560      |
| W.K.F.P. van Bylandt | 1.556      |
| W.H. de Beaufort     | 794        |
| K.W. van Gorkom      | 760        |

## 15 juni 1886
De verkiezingen waren algemene verkiezingen; zij werden gehouden na ontbinding van de Tweede Kamer.
|                                | 15 juni |
| ------------------------------ | ------- |
| Kiesgerechtigden               | 3.650   |
| Opkomst                        | 2.698   |
| Geldige stemmen                | 5.348   |
| Blanco stemmen                 | 34      |
| Kiesdrempel                    | 1.337   |
| Kandidaten                     |         |
| Æ. Mackay                      | 1.803   |
| W.K.F.P. van Bylandt           | 1.799   |
| J.E. Huydecoper van Nigtevecht | 861     |
| F.A.R.A. van Ittersum          | 855     |

## 20 juli 1886
Æneas Mackay was bij de verkiezingen van 15 juni 1886 gekozen in twee kiesdistricten, Amersfoort en Utrecht. Hij opteerde voor Utrecht, als gevolg waarvan in Amersfoort een naverkiezing gehouden werd. 
|                                | 20 juli |
| ------------------------------ | ------- |
| Kiesgerechtigden               | 3.650   |
| Opkomst                        | 2.516   |
| Geldige stemmen                | 2.506   |
| Blanco stemmen                 | 3       |
| Kandidaten                     |         |
| L.W.C. Keuchenius              | 1.255   |
| J.E. Huydecoper van Nigtevecht | 662     |
| R.J. Schimmelpenninck          | 589     |

## 1 september 1887
De verkiezingen waren algemene verkiezingen; zij werden gehouden na ontbinding van de Tweede Kamer.
|                                | 1 september |
| ------------------------------ | ----------- |
| Kiesgerechtigden               | 3.624       |
| Opkomst                        | 2.004       |
| Geldige stemmen                | 3.938       |
| Blanco stemmen                 | 58          |
| Kiesdrempel                    | 985         |
| Kandidaten                     |             |
| W.K.F.P. van Bylandt           | 1.580       |
| L.W.C. Keuchenius              | 1.402       |
| J.E. Huydecoper van Nigtevecht | 365         |
| F.A.R.A. van Ittersum          | 347         |

## Voortzetting
Na de grondwetsherziening van 1887 werden de meervoudige kiesdistricten opgeheven; het kiesdistrict Amersfoort werd derhalve omgezet in een enkelvoudig kiesdistrict. De gemeenten Apeldoorn, Ermelo, Harderwijk en Putten werden toegevoegd aan het kiesdistrict Apeldoorn en de gemeenten Barneveld, Ede, Hoevelaken, Nijkerk, Renswoude, Scherpenzeel en Veenendaal aan het kiesdistrict Ede. Een gedeelte van de kiesdistricten Utrecht (de gemeente Zeist) en Tiel (de gemeente Doorn) werd toegevoegd aan het kiesdistrict Amersfoort.